# Bagodares
Bagodares là một chi bướm đêm thuộc họ Geometridae.